# 羅西克萊爾 (伊利諾伊州)
羅西克萊爾（英語：Rosiclare）是一個位於美國伊利諾伊州哈丁縣的城市。

## 地理
羅西克萊爾的座標為37°25′30″N 88°20′45″W / 37.42500°N 88.34583°W，而該地的平均海拔高度為116米（即381英尺）。

## 人口
根據2010年美國人口普查的數據，羅西克萊爾的面積為5.49平方千米，當中陸地面積為5.02平方千米，而水域面積為0.47平方千米。當地共有人口1160人，而人口密度為每平方千米211.29人。